# 川根町葛籠
川根町葛籠（かわねちょうつづら）は静岡県島田市の大字。

## 地理
島田市の北部、川根地区の西部に位置する。東で榛原郡川根本町地名、西で川根町家山、南で川根町抜里及び川根町笹間渡、北で榛原郡川根本町久野脇と接する。

### 河川
- 大井川

### 字一覧
- 石風呂（いしぶろ）
- 倉平（くらだいら）

## 歴史

### 町名の由来
材木を筏に組む藤葛類を採取したことに由来する。

### 沿革
- 1889年（明治22年）4月1日 - 町村制の施行により、榛原郡葛籠村が周辺の村と合併する。榛原郡下川根村となる[WEB 7]。旧村名は下川根村の大字として残る[WEB 8]。
- 1955年（昭和30年）4月1日 – 町制施行を行い、川根町となる。
- 2008年（平成20年）4月1日 – 川根町が島田市に編入される。住所表記が島田市川根町葛籠に変更となる。

## 施設
- 朝日段公園
- 熊野神社

## 交通

### 道路
- 国道473号
- 静岡県道77号川根寸又峡線

## その他

### 学区
小学校・中学校の学区は以下の通りである。
| 番・番地等 | 小学校             | 中学校             |
| ---------- | ------------------ | ------------------ |
| 全域       | 島田市立川根小学校 | 島田市立川根中学校 |

### 警察
警察の管轄区域は以下の通りである。
| 番・番地等 | 警察署     | 交番・駐在所     |
| ---------- | ---------- | ---------------- |
| 各一部     | 島田警察署 | 川根町交番       |
| 各一部     | 島田警察署 | 地名警察官駐在所 |

### WEB
1. ↑  “h02_22.csv”.   総務省 (2022年2月10日). 2025年7月17日閲覧。
2. ↑  “静岡県島田市川根町葛籠 (222099010)”.   人文学オープンデータ共同利用センター. 2025年7月17日閲覧。
3. ↑  “静岡県 > 島田市の郵便番号一覧 - 日本郵便株式会社”.   日本郵便. 2025年7月17日閲覧。
4. ↑  “市外局番の一覧”.   総務省 (2022年3月1日). 2025年7月17日閲覧。
5. ↑  “事業所案内及び管轄地域（事務所3件、分室3件）”.   一般社団法人静岡県自動車会議所. 2025年7月17日閲覧。
6. ↑  “解説ページ”.   株式会社エア. 2025年7月17日閲覧。
7. ↑  “historyofcities.pdf”.   静岡県総務部合併推進室・財団法人静岡県市町村振興協会. 2025年7月17日閲覧。
8. ↑  “解説ページ”.   株式会社エア. 2025年7月17日閲覧。
9. ↑  “学区一覧 - 島田市公式ホームページ”.   島田市 (2024年4月1日). 2025年7月17日閲覧。
10. ↑  “川根町交番｜静岡県警察”.   静岡県警察 (2023年7月18日). 2025年7月17日閲覧。
11. ↑  “地名駐在所｜静岡県警察”.   静岡県警察 (2023年7月18日). 2025年7月17日閲覧。